# Puyallup
Puyallup é uma cidade localizada no estado norte-americano de Washington, no Condado de Pierce.

## Demografia
Segundo o censo norte-americano de 2000, a sua população era de 33.011 habitantes.
Em 2006, foi estimada uma população de 36.605, um aumento de 3594 (10.9%).

## Geografia
De acordo com o United States Census Bureau tem uma área de
31,6 km², dos quais 31,4 km² cobertos por terra e 0,2 km² cobertos por água. Puyallup localiza-se a aproximadamente 14 m acima do nível do mar.

## Localidades na vizinhança
O diagrama seguinte representa as localidades num raio de 8 km ao redor de Puyallup.